# Conservación energética
La conservación energética es el esfuerzo realizado para reducir el consumo energético al utilizar menos de un servicio de energía. Esto se puede lograr ya sea utilizando la energía de manera más eficiente (usando menos energía para un servicio constante) o reduciendo la cantidad de servicio usado (por ejemplo, al conducir menos). La conservación de la energía es parte del concepto de eco-suficiencia. La conservación energética reduce la necesidad de servicios de energía y puede resultar en una mayor calidad ambiental, seguridad nacional, seguridad financiera personal y mayores ahorros. Está en lo más alto de la jerarquía energética sostenible. También reduce los costos de energía al evitar el agotamiento futuro de los recursos.
La energía se puede conservar reduciendo el desperdicio y las pérdidas, mejorando la eficiencia a través de actualizaciones tecnológicas y mejorando la operación y el mantenimiento. A nivel global, el uso de energía también puede reducirse mediante la estabilización del crecimiento de la población. 
La energía solo puede transformarse de una forma a otra, como la energía térmica en fuerza motriz en automóviles, o la energía cinética del flujo de agua a electricidad en centrales hidroeléctricas. Sin embargo, se requiere que las máquinas transformen la energía de una forma a otra. El desgaste y la fricción de los componentes de estas máquinas durante el funcionamiento causan la pérdida de cuatrillones de BTU y $ 500 billones en industrias solo en EE. UU. Es posible minimizar estas pérdidas mediante la adopción de prácticas de ingeniería verde para mejorar el ciclo de vida de los componentes.

## Impuesto a la energía
Algunos países emplean impuestos a la energía o al carbono para motivar a los usuarios de la energía a reducir su consumo. Los impuestos al carbono pueden obligar al consumo a cambiar a energía nuclear y otras fuentes de energía que conllevan diferentes conjuntos de efectos secundarios y limitaciones ambientales. Por otro lado, los impuestos sobre todo el consumo de energía pueden reducir el uso de energía en general, al tiempo que reducen una gama más amplia de consecuencias ambientales derivadas de la producción de energía. El estado de California emplea un impuesto a la energía escalonado por el cual cada consumidor recibe una asignación de energía de referencia que conlleva un impuesto bajo. A medida que el uso aumenta por encima de esa línea de base, el impuesto aumenta drásticamente. Tales programas apuntan a proteger a los hogares más pobres mientras crean una mayor carga fiscal para los consumidores de alta energía.

## Diseño de construcción

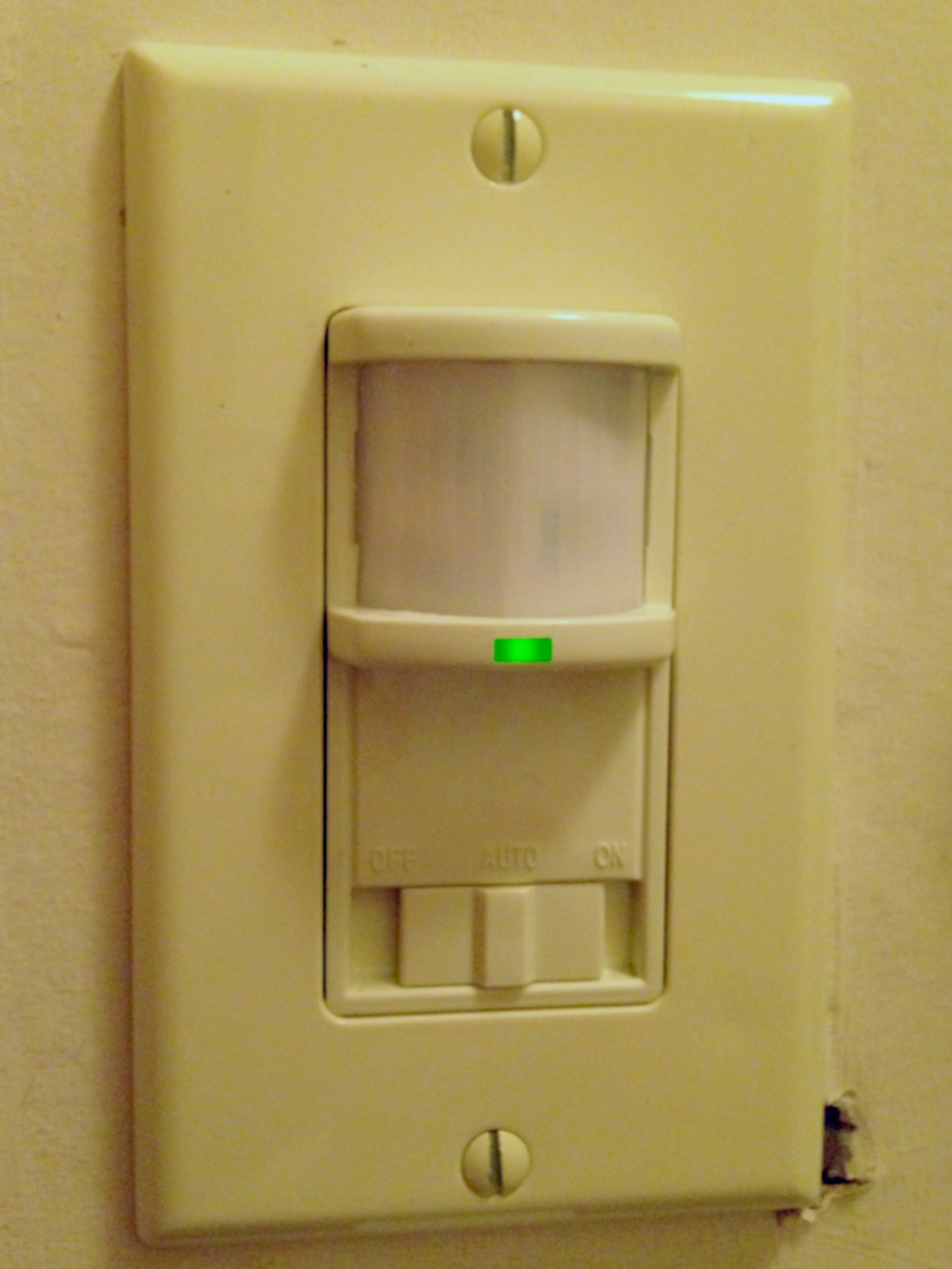
Los sensores de ocupación pueden ahorrar energía apagando los electrodomésticos en las habitaciones desocupadas.

Una de las principales formas de mejorar la conservación de la energía en los edificios es realizar una auditoría energética. Una auditoría energética es una inspección y análisis del uso de la energía y los flujos para la conservación energética en un edificio, proceso o sistema con el objetivo de reducir la entrada de energía sin afectar negativamente la producción. Esto normalmente lo realizan profesionales capacitados y puede ser parte de algunos de los programas nacionales que se mencionaron anteriormente. El reciente desarrollo de aplicaciones para teléfonos inteligentes permite a los propietarios realizar auditorías relativamente sofisticadas.
Las tecnologías de construcción y los medidores inteligentes pueden permitir a los usuarios de energía, tanto comerciales como residenciales, visualizar el impacto que su uso de energía puede tener en su lugar de trabajo o en sus hogares. La medición avanzada de energía en tiempo real puede ayudar a las personas a ahorrar energía con sus acciones.

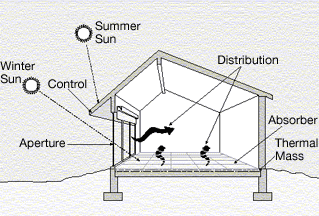
Elementos de diseño solar pasivo, mostrados en una aplicación de ganancia directa.

En el diseño de edificios solares pasivos, las ventanas, paredes y pisos están diseñados para recolectar, almacenar y distribuir energía solar en forma de calor en el invierno y rechazar el calor solar en el verano. Esto se denomina diseño solar pasivo o diseño climático porque, a diferencia de los sistemas de calefacción solar activos, no implica el uso de dispositivos mecánicos y eléctricos. 
La clave para diseñar un edificio solar pasivo es aprovechar mejor el clima local. Los elementos que deben considerarse incluyen la colocación de ventanas y el tipo de acristalamiento, aislamiento térmico , masa térmica y sombreado. Las técnicas de diseño solar pasivo se pueden aplicar más fácilmente a los nuevos edificios, pero los edificios existentes se pueden adaptar. 

## Transporte
En los Estados Unidos, la infraestructura suburbana evolucionó durante una era de acceso relativamente fácil a los combustibles fósiles, lo que ha llevado a sistemas de vida dependientes del transporte. Las reformas de zonificación que permiten una mayor densidad urbana, así como los diseños para caminar y andar en bicicleta, pueden reducir en gran medida la energía consumida por el transporte. El uso del teletrabajo por parte de grandes corporaciones es una oportunidad importante para ahorrar energía, ya que muchos estadounidenses ahora ostentan trabajos de servicio que les permiten laborar desde casa en lugar de viajar diariamente al trabajo. 

## Productos de consumo

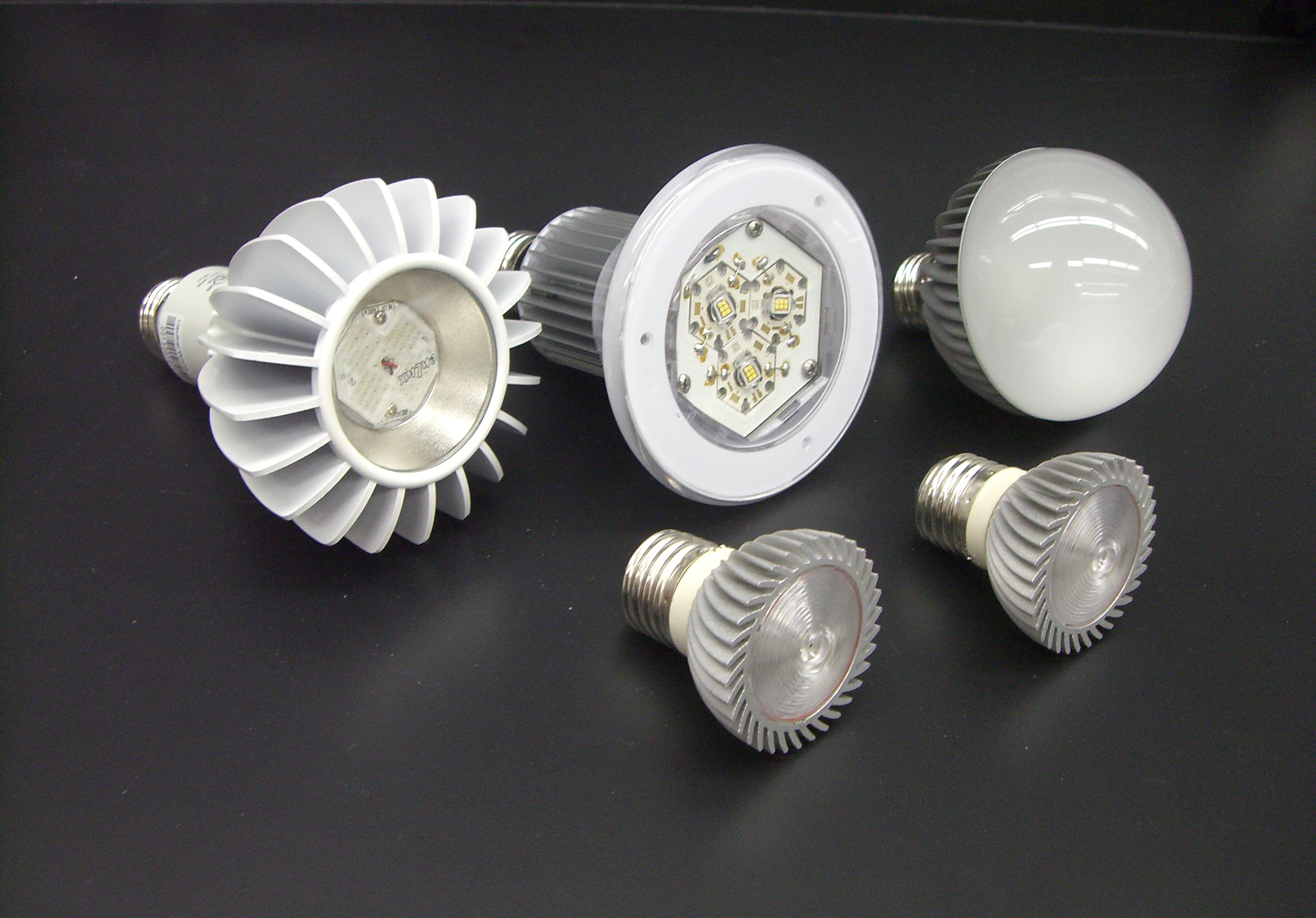
Un surtido de lámparas semiconductoras (LED) de bajo consumo de energía para uso en iluminación comercial y residencial. Las lámparas LED utilizan al menos un 75% menos de energía y duran 25 veces más que las bombillas incandescentes tradicionales.

Los consumidores a menudo están mal informados sobre el ahorro de productos de eficiencia energética. Un ejemplo destacado de esto es el ahorro de energía que se puede lograr al reemplazar una bombilla incandescente con una alternativa más moderna. Cuando compran bombillas, muchos consumidores optan por bombillas incandescentes baratas, al no tener en cuenta sus costos de energía más altos y su vida útil en comparación con las bombillas fluorescentes compactas y LED modernas. Si bien estas alternativas de eficiencia energética tienen un costo inicial más alto, su larga vida útil y bajo uso de energía pueden ahorrar a los consumidores una considerable cantidad de dinero. El precio de las bombillas LED también ha estado disminuyendo constantemente en los últimos cinco años debido a las mejoras en la tecnología de semiconductores.  Muchas bombillas LED en el mercado califican para reembolsos de servicios públicos que reducen aún más el precio de compra al consumidor. Las estimaciones del Departamento de Energía de los Estados Unidos indican que la adopción generalizada de la iluminación LED en los próximos 20 años podría resultar en alrededor de $ 265 Miles de millones de ahorro en costos de energía de Estados Unidos.
La investigación que se debe poner en la conservación de la energía a menudo consume demasiado tiempo y costo para el consumidor promedio cuando hay productos y tecnología más baratos disponibles que utilizan los combustibles fósiles actuales.  Algunos gobiernos y ONG están intentando reducir esta complejidad con etiquetas ecológicas que hacen que las diferencias en eficiencia energética sean fáciles de investigar mientras se hacen compras.
Para proporcionar el tipo de información y apoyo que las personas necesitan para invertir dinero, tiempo y esfuerzo en la conservación de la energía, es importante comprender y vincularse con las preocupaciones de la gente.  Por ejemplo, algunos minoristas sostienen que la iluminación brillante estimula la compra.  Sin embargo, los estudios de salud han demostrado que el dolor de cabeza, el estrés, la presión arterial, la fatiga y el error del trabajador en general aumentan con la iluminación excesiva común presente en muchos lugares de trabajo y entornos minoristas.  Se ha demostrado que la luz natural aumenta los niveles de productividad de los trabajadores, al tiempo que reduce el consumo de energía.
En climas cálidos donde se usa el aire acondicionado, cualquier dispositivo doméstico que emita calor dará como resultado una mayor carga en el sistema de enfriamiento. Los artículos como estufas, lavaplatos, secadoras de ropa, agua caliente e iluminación incandescente agregan calor al hogar. Las versiones de baja potencia o aisladas de estos dispositivos emiten menos calor para que se elimine el aire acondicionado. El sistema de aire acondicionado también puede mejorar su eficiencia usando un disipador de calor más frío que el intercambiador de calor de aire estándar, como el agua o la geotermia. 
En climas fríos, calentar el aire y el agua es una gran demanda en el uso de energía en el hogar. Reducciones de energía significativas son posibles mediante el uso de diferentes tecnologías. Las bombas de calor son una alternativa más eficiente a los calentadores de resistencia eléctrica para calentar el aire o el agua. Hay disponible una variedad de secadoras de ropa eficientes, y las líneas de ropa no requieren tiempo de solo energía. Las calderas de condensación de gas natural y los hornos de aire caliente aumentan la eficiencia en comparación con los modelos estándar de chimeneas. Las nuevas construcciones que implementan intercambiadores de calor pueden capturar el calor de las aguas residuales o el aire de escape en los baños, la lavandería y las cocinas. 
Tanto en climas extremos como en climas fríos, la construcción aislada herméticamente y con aislamiento térmico es el factor más importante que determina la eficiencia de una vivienda. Se agrega aislamiento para minimizar el flujo de calor hacia o desde la casa, pero puede requerir mucho trabajo para realizar modificaciones en una casa existente. 

## Conservación de energía por países

### Asia
A pesar del papel vital que se espera que la eficiencia energética desempeñe para reducir de manera rentable la demanda de energía, solo una pequeña parte de su potencial económico se explota en Asia. Los gobiernos han implementado una serie de subsidios, como subvenciones en efectivo, crédito barato, exenciones de impuestos y cofinanciamiento con fondos del sector público para alentar una serie de iniciativas de eficiencia energética en varios sectores. Los gobiernos de la región de Asia y el Pacífico han implementado una serie de programas de suministro de información y etiquetado para edificios, electrodomésticos y los sectores de transporte e industrial. Los programas de información pueden simplemente proporcionar datos como etiquetas de ahorro de combustible, o buscar activamente el fomento de cambios de comportamiento como la campaña Cool Biz de Japón que fomenta el ajuste de los acondicionadores de aire a 28 grados centígrados y permite que los empleados se vistan de manera informal en el verano.

### Unión Europea
A finales de 2006, la Unión Europea (UE) se comprometió a reducir su consumo anual de energía primaria en un 20% para 2020.  El 'Plan de acción de eficiencia energética de la Unión Europea' es muy esperado. La Directiva 2012/27 / UE es sobre eficiencia energética.
Como parte del programa SAVE de la UE cuyo objetivo es promover la eficiencia energética y fomentar el comportamiento de ahorro de energía, la Directiva de eficiencia de calderas especifica niveles mínimos de eficiencia para calderas que utilizan combustibles líquidos o gaseosos. 

### India
La Asociación de Investigación para la Conservación del Petróleo (PCRA) es un organismo gubernamental indio creado en 1978 que se dedica a promover la eficiencia y la conservación de la energía en todos los ámbitos de la vida. En el pasado reciente, PCRA ha hecho campañas de medios masivos en televisión, radio y medios impresos. Una encuesta de evaluación de impacto realizada por un tercero reveló que, debido a estas campañas más amplias de PCRA, el nivel de conciencia general del público aumentó, lo que llevó al ahorro de combustibles fósiles por miles de rupias, además de reducir la contaminación. 
La Oficina de Eficiencia Energética es una organización gubernamental india creada en 2001 que es responsable de promover la eficiencia y la conservación de la energía. 

### Japón

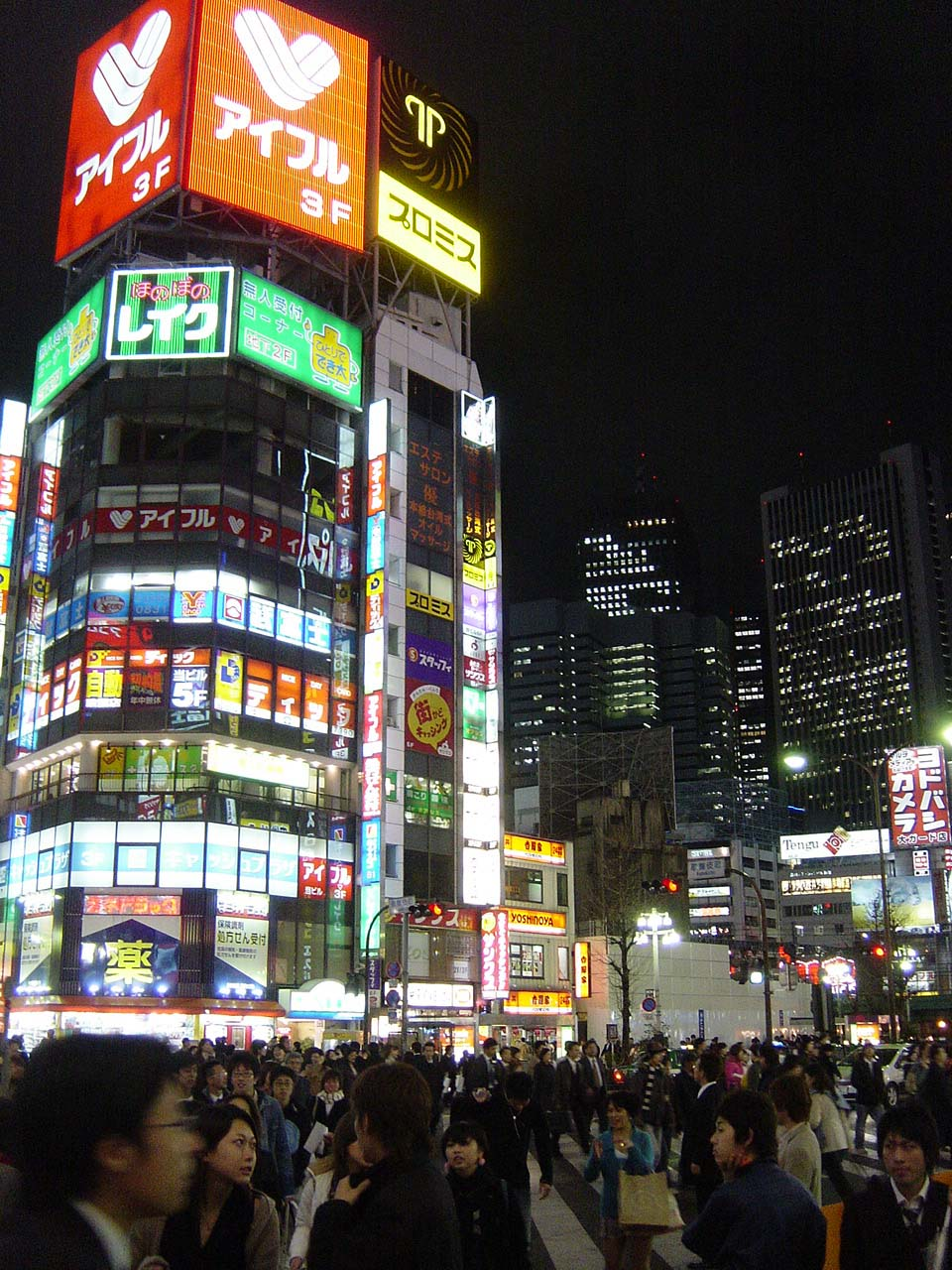
Publicidad con alta energía en Shinjuku, Japón.

Desde la crisis del petróleo de 1973 , la conservación de la energía ha sido un problema en Japón. Todo el combustible a base de petróleo se importa, por lo que se está desarrollando energía doméstica sostenible. 
El Centro de Conservación de Energía promueve la eficiencia energética en todos los aspectos de Japón. Las entidades públicas están implementando el uso eficiente de la energía para industrias e investigación. Incluye proyectos como el programa Top Runner.  En este proyecto, los nuevos electrodomésticos se prueban regularmente en cuanto a eficiencia, y los más eficientes se convierten en el estándar. 

### Líbano
En el Líbano y desde 2002, el Centro Libanés para la Conservación de la Energía (LCEC) ha estado promoviendo el desarrollo de usos eficientes y racionales de la energía y el uso de energías renovables a nivel del consumidor.  Fue creado como un proyecto financiado por el Fondo para el Medio Ambiente Internacional (FMAM) y el Ministerio de Energía y Agua (MEW) bajo la gestión del Programa de las Naciones Unidas para el Desarrollo (PNUD) y se estableció gradualmente como un centro técnico nacional independiente, aunque continúa recibir el apoyo del Programa de las Naciones Unidas para el Desarrollo (PNUD) como se indica en el Memorando de Entendimiento (MoU) firmado entre MEW y el PNUD el 18 de junio de 2007. 

### Nepal
Hasta hace poco, Nepal se ha centrado en la explotación de sus enormes recursos hídricos para producir energía hidroeléctrica. La gestión del lado de la demanda y la conservación de la energía no estaban en el foco de la acción gubernamental. En 2009, la Cooperación bilateral para el desarrollo entre Nepal y la República Federal de Alemania acordó la implementación conjunta del "Programa de eficiencia energética de Nepal". Los organismos ejecutores principales para la implementación son la Secretaría de la Comisión de Agua y Energía (WECS). El objetivo del programa es la promoción de la eficiencia energética en la formulación de políticas, tanto en los hogares rurales y urbanos como en la industria.  Debido a la falta de una organización gubernamental que promueva la eficiencia energética en el país, la Federación de Cámaras de Comercio e Industria de Nepal (FNCCI) estableció el Centro de Eficiencia Energética bajo su techo para promover la conservación de la energía en el sector privado.  El Centro de Eficiencia Energética es una iniciativa sin fines de lucro que ofrece servicios de auditoría de energía a las industrias. El Centro también cuenta con el apoyo del Programa de Eficiencia Energética de Nepal de Deutsche Gesellschaft für Internationale Zusammenarbeit .  Un estudio realizado en 2012 descubrió que las industrias nepalesas podrían ahorrar 160,000 megavatios por hora de electricidad y 8,000 Terajulios de energía térmica (como diesel, hornos y carbón) cada año.  Estos ahorros son equivalentes al recorte anual de costos de energía de hasta 6.400 millones de rupias nepalesas.  Como resultado del Foro Económico de Nepal 2014, se declaró una agenda de reforma económica en los sectores prioritarios centrada en la conservación de la energía, entre otros. En la agenda de reforma energética, el gobierno de Nepal se comprometió a introducir paquetes de incentivos en el presupuesto del año fiscal 2015/16 para las industrias que practican la eficiencia energética o utilizan tecnologías eficientes (incluida la cogeneración).

### Nueva Zelanda
En Nueva Zelanda, la Autoridad de Eficiencia y Conservación de la Energía es la agencia gubernamental responsable de promover la eficiencia y la conservación de la energía. La Energy Management Association de Nueva Zelanda es una organización basada en membresía que representa al sector de servicios de energía de Nueva Zelanda, que brinda servicios de capacitación y acreditación con el objetivo de garantizar que los servicios de administración de energía sean confiables y confiables.

### Nigeria
En Nigeria, el gobierno del Estado de Lagos está alentando a los lagos de la India a imbuirse de una cultura de conservación de energía. La Junta de Electricidad del Estado de Lagos (LSEB, por sus siglas en inglés) encabeza una iniciativa etiquetada como "Conserve Energy, Save Money" bajo el Ministerio de Energía y Recursos Minerales. La iniciativa está diseñada para sensibilizar a los habitantes de Lagos sobre el tema de la conservación de la energía al conectarse e influir en su comportamiento a través de consejos para hacerlo usted mismo y una interacción emocionante con personalidades prominentes. En septiembre de 2013, el gobernador Babatunde Raji Fashola del estado de Lagos y el rapero Jude 'MI' Abaga (embajador de campaña) () participaron en el primer Hangout de Google+  del gobernador sobre el tema de la conservación de la energía. 
Además del lugar de reunión, durante el mes de octubre (el mes oficial de conservación de energía en el estado), LSEB organizó centros de experiencia en centros comerciales en todo el estado de Lagos donde se alentó a los miembros del público a calcular el consumo actual de energía en sus hogares y descubrir formas de ahorrar. dinero utilizando la 1ª aplicación de energía centrada en el consumidor en el África subsahariana.  Para que los residentes de Lagos comenzaran a ahorrar energía, en cada centro de experiencia también se entregaron lámparas solares y lámparas de ahorro de energía Phillips. Fotos de los centros de experiencia: (parte de las iniciativas de energía del gobierno del estado de Lagos). 
En el Estado de Kaduna, Kaduna Power Supply Company (KAPSCO) dirigió un programa para reemplazar todas las bombillas en las oficinas públicas; Colocar bombillas de bajo consumo en lugar de bombillas incandescentes. KAPSCO también se está embarcando en una iniciativa para adaptar todas las farolas convencionales de Kaduna Metropolis a los LED que consumen mucha menos energía. 

### Sri Lanka
Sri Lanka actualmente consume combustibles fósiles, energía hidroeléctrica, energía eólica, energía solar y energía dendro para su generación diaria de energía. La Autoridad de Energía Sostenible de Sri Lanka está desempeñando un papel importante en la gestión de la energía y la conservación de la energía. Hoy en día, la mayoría de las industrias deben reducir su consumo de energía utilizando fuentes de energía renovables y optimizando su uso de energía. 

### Turquía
Turquía pretende reducir al menos un 20% la cantidad de energía consumida por el PIB de Turquía para el año 2023 (intensidad energética).

### Estados Unidos
null Actualmente, Estados Unidos es el segundo mayor consumidor individual de energía, después de China. El Departamento de Energía de EE. UU. Clasifica el uso nacional de energía en cuatro amplios sectores: transporte, residencial, comercial e industrial.
El consumo de energía en los sectores de transporte y residencial, aproximadamente la mitad del consumo de energía en los EE. UU., está controlado en gran medida por consumidores individuales. Los gastos en energía comercial e industrial están determinados por las entidades comerciales y otros gerentes de instalaciones. La política energética nacional tiene un efecto significativo en el uso de energía en los cuatro sectores. 
Otro aspecto de la conversación sobre la energía es el uso de Liderazgo en Energía y Diseño Ambiental. (LEED) Este programa no es obligatorio, es voluntario. Este programa tiene muchas categorías, Prerrequisito de Energía y Atmósfera, se aplica a la conservación de energía. Esta sección se centra en el rendimiento energético, la energía renovable, el rendimiento energético y muchos más. Este programa está diseñado para promover la eficiencia energética y ser un edificio ecológico, que forma parte de la conservación. Como se mencionó anteriormente, "la conservación de la energía es un esfuerzo por reducir el consumo de energía".  U.S. Green Building Council (2013). LEED Reference Guide for Building Design and Construction (v4 edición). U.S. Green Building Council. p. 318-466. ISBN 1932444181.

## Otras lecturas
- GA Mansoori, N Enayati, LB Agyarko (2016), Energy: Sources, Utilization, Legislation, Sustainability, Illinois as Model State, World Sci. Pub. Co., ISBN 978-981-4704-00-7
- Alexeew, Johannes; Carolin Anders and Hina Zia (2015): Energy-efficient buildings – a business case for India? An analysis of incremental costs for four building projects of the Energy-Efficient Homes Programme. Berlin/New Delhi: adelphi/TERI
- Gary Steffy, Architectural Lighting Design, John Wiley and Sons (2001) ISBN 0-471-38638-3
- Lumina Technologies, Analysis of energy consumption in a San Francisco Bay Area research office complex, for (confidential) owner, Santa Rosa, Ca. 17 May 1996
- Robb, Drew (2 de junio de 2007). «GSA paves way for IT-based buildings – Government Computer News». Gcn.com. Archivado desde el original el 25 de diciembre de 2008. Consultado el 29 de julio de 2010.